# Radio Vitamine
Pour les articles homonymes, voir Vitamine (homonymie).
Vitamine est une radio régionale en Provence-Alpes-Côte d'Azur. Elle diffuse ses programmes sur la bande FM de Marseille à Monaco. 
Radio de catégorie B autorisée par le CSA, elle est placée en redressement judiciaire en 2014, et la diffusion est arrêtée en septembre 2015 et reprend la diffusion début 2018 sur son site internet. Vitamine annonce son retour sur les ondes en 2018, avec un compte à rebours.

## Programmation
La programmation musicale se composait en journée principalement de hits, de dance, de R'N'B, de house et de funk. Le soir, dès 22 h, la radio adoptait une approche différente dans la programmation puisque les DJs prenaient l'antenne pour proposer de la musique allant de l'electrofunk à la house.
Vitamine assurait également la diffusion des matchs de l'Olympique de Marseille, jusqu'en 2004.

## Affaire judiciaire
En juin 2011, le PDG, le directeur général et l'expert comptable sont mis en examen et placés sous contrôle judiciaire pour abus de biens sociaux, faux et usage de faux. Le PDG, administrateur de la station, est placé sous mandat de dépôt à la maison d'arrêt de la Farlède durant 9 jours avant de se voir libérer sous caution de 200 000 euros.
Les salariés de la radio s'indignent du traitement judiciaire singulier, alors même qu'ils apportaient leurs témoignages, ils prennent l'antenne le 23 juin 2011 et font plusieurs commentaires à l'antenne concernant la non prise en compte des témoignages des administrateurs de la Radio. Le 19 juillet 2011, le Conseil supérieur de l'audiovisuel considère que les commentaires répétés de ce processus judiciaire ont été faits sans la réserve nécessaire et met en demeure la station de respecter les stipulations de sa convention d'exercice.
En 2015, la radio est fermée à la suite du redressement judiciaire, la liquidation judiciaire ayant été prononcée par le tribunal de commerce de Marseille le 27 juillet 2015.
C'est à la suite du non paiement des factures par l'administrateur judiciaire que TDF coupa les émetteurs de Radio Vitamine, la diffusion du programme de la radio s'étant arrêtée à 14 h le 23 septembre 2015.